# Comuni della Lombardia soppressi
Questa lista riporta l'elenco dei comuni italiani della regione Lombardia entro i confini attuali soppressi a causa di accorpamenti, fusioni o divisioni, dal 1750 in poi.

## Provincia di Bergamo
- Albegno, aggregato nel 1928 a Treviolo
- Alzano di Sopra, fuso nel 1927 con Alzano Maggiore nel comune di Alzano Lombardo
- Alzano Maggiore, fuso nel 1927 con Alzano di Sopra nel comune di Alzano Lombardo
- Baresi aggregato nel 1927 a Roncobello
- Barzizza, aggregato nel 1927 a Gandino
- Bondione, fuso nel 1927 con Fiumenero nel comune di Valbondione[1]
- Bondo Petello, aggregato nel 1928 ad Albino
- Bordogna, aggregato nel 1927 a Roncobello
- Borgounito, diviso nel 1947 nei comuni di Berzo San Fermo, Borgo di Terzo, Grone, Luzzana e Vigano San Martino
- Bracca di Costa Serina, diviso nel 1948 nei comuni di Costa Serina, Bracca e Algua di Costa Serina (dal 1963 denominato Algua)
- Brembate di Sotto, fuso nel 1928 con Grignano nel comune di Brembate
- Bruntino, aggregato nel 1927 ad Almè
- Calepio, fuso nel 1927 con Tagliuno nel comune di Castelli Calepio
- Capriate d'Adda, fuso nel 1928 con San Gervasio d'Adda nel comune di Capriate San Gervasio
- Carobbio, fuso nel 1928 con Santo Stefano del Monte degli Angeli nel comune di Carobbio degli Angeli
- Cenate Sopra e Cenate Sotto, fusi nel 1929 con San Paolo d'Argon nel comune di Cenate d'Argon
- Cenate d'Argon, diviso nel 1947 nei comuni di Cenate Sopra, Cenate Sotto e San Paolo d'Argon
- Centrisola, diviso nel 1948 nei comuni di Chignolo d'Isola e Madone
- Cepino, fuso nel 1927 con Mazzoleni e Falghera e Selino nel comune di Sant'Omobono Imagna
- Colognola del Piano, aggregato nel 1927 al comune di Bergamo[2]
- Costa Monticelli, diviso nel 1955 nei comuni di Costa di Mezzate e Montello
- Curdomo, diviso nel 1947 nei comuni di Curno e Mozzo[3]
- Curnasco, aggregato nel 1928 a Treviolo
- Desenzano al Serio, aggregato nel 1928 ad Albino
- Dezzo di Scalve, diviso nel 1947 nei comuni di Azzone e Colere
- Endenna, aggregato nel 1928 a Zogno
- Endine, fuso nel 1928 con Pian Gaiano e Ranzanico nel comune di Endine Gaiano
- Esmate, fuso nel 1928 con Fonteno e Solto nel comune di Solto Collina
- Fiumenero, fuso nel 1927 con Bondione nel comune di Valbondione[1]
- Fondra, fuso nel 1928 con Trabuchello nel comune di Isola di Fondra
- Frerola, aggregato nel 1927 a Bracca di Costa Serina (attualmente denominato Algua)
- Fuipiano al Brembo, aggregato nel 1928 in parte a San Giovanni Bianco e in parte a San Pellegrino Terme
- Grignano, fuso nel 1928 con Brembate di Sotto nel comune di Brembate
- Grumello de' Zanchi, aggregato nel 1928 a Zogno
- Grumello del Piano, aggregato nel 1927 al comune di Bergamo[2]
- Lizzola, fuso nel 1927 con Bondione e Fiumenero nel comune di Valbondione
- Locate Bergamasco, aggregato nel 1927 a Ponte San Pietro
- Mariano al Brembo, fuso nel 1927 con Sabbio Bergamasco e Sforzatica nel comune di Dalmine
- Marne, aggregato nel 1927 a Filago (denominato Marne dal 1927 al 1958)
- Massari Melzi, aggregato nel 1871 al comune di Fara Gera d'Adda
- Mazzoleni e Falghera fuso nel 1927 con Cepino e Selino nel comune di Sant'Omobono Imagna
- Molini di Colognola, fuso nel 1927 con Mologno nel comune di Casazza
- Mologno, fuso nel 1927 con Molini di Colognola nel comune di Casazza
- Nese, aggregato nel 1939 ad Alzano Lombardo
- Nossa, diviso nel 1947 nei comuni di Premolo e Ponte Nossa (denominato Nossa dal 1928 al 1956)
- Oltrepovo, fuso nel 1927 con Vilminore nel comune di Vilminore di Scalve
- Oltressenda Bassa, fuso nel 1929 con Oltressenda Alta e Piario nel comune di Villa d'Ogna
- Orezzo, aggregato nel 1927 a Gazzaniga
- Ossanesga, fuso nel 1928 con Scano al Brembo nel comune di Valbrembo
- Pian Gaiano, fuso nel 1928 con Endine e Ranzanico nel comune di Endine Gaiano
- Piazzo Alto, aggregato nel 1927 a San Pellegrino Terme
- Piazzo Basso, aggregato nel 1916 a San Pellegrino Terme
- Poscante, aggregato nel 1928 a Zogno
- Redona, aggregato nel 1927 al comune di Bergamo[2]
- Rigosa, aggregato nel 1927 ad Bracca di Costa Serina (attualmente denominato Algua)
- Riviera d'Adda, diviso nel 1970 nei comuni di Solza e Medolago[4]
- Rocca del Colle, diviso nel 1956 nei comuni di Brusaporto e Bagnatica
- Rosciate, fuso nel 1927 con Scanzo nel comune di Scanzorosciate
- Rota Dentro, fuso nel 1927 con Rota Fuori nel comune di Rota d'Imagna
- Rota Fuori, fuso nel 1927 con Rota Dentro nel comune di Rota d'Imagna
- Rovetta con Fino, diviso nel 1947 nei comuni di Rovetta e Fino del Monte
- Sabbio Bergamasco, fuso nel 1927 con Mariano al Brembo e Sforzatica nel comune di Dalmine
- San Gallo, aggregato nel 1928 a San Giovanni Bianco
- San Gervasio d'Adda, fuso nel 1928 con Capriate d'Adda nel comune di Capriate San Gervasio
- San Martino de' Calvi, diviso nel 1947 nei comuni di Lenna, Valnegra, Moio de' Calvi e Piazza Brembana
- San Pietro d'Orzio, aggregato nel 1928 a San Giovanni Bianco
- Sant'Antonio d'Adda, aggregato nel 1927 a Caprino Bergamasco
- Santo Stefano del Monte degli Angeli, fuso con Carobbio nel comune di Carobbio degli Angeli
- Scano al Brembo, fuso nel 1928 con Ossanesga nel comune di Valbrembo
- Scanzo, fuso nel 1927 con Rosciate nel comune di Scanzorosciate
- Selino, fuso nel 1927 con Cepino e Mazzoleni e Falghera nel comune di Sant'Omobono Imagna
- Sellere, aggregato nel 1928 a Sovere
- Sforzatica, fuso nel 1927 con Mariano al Brembo e Sabbio Bergamasco nel comune di Dalmine
- Solto, fuso nel 1928 con Fonteno e Esmate nel comune di Solto Collina
- Sombreno, aggregato nel 1929 a Paladina
- Somendenna, aggregato nel 1928 a Zogno
- Spino al Brembo, aggregato nel 1928 a Zogno
- Spinone dei Castelli, creato nel 1928 dalla fusione dei comuni di Spinone, Bianzano, (tornato autonomo nel 1955) e Monasterolo del Castello, (tornato autonomo nel 1947). Dal 1960 denominato Spinone al Lago.
- Stabello, aggregato nel 1928 a Zogno
- Tagliuno, fuso nel 1927 con Calepio nel comune di Castelli Calepio
- Trabuchello, fuso nel 1928 con Fondra nel comune di Isola di Fondra
- Vall'Alta, aggregato nel 1928 ad Albino
- Valtesse, aggregato nel 1927 al comune di Bergamo[2]
- Villongo San Filastro, fuso nel 1927 con Villongo Sant'Alessandro nel comune di Villongo
- Villongo Sant'Alessandro, fuso nel 1927 con Villongo San Filastro nel comune di Villongo
- Vilminore, fuso nel 1927 con Oltrepovo nel comune di Vilminore di Scalve
- Zorzino, aggregato nel 1927 al comune di Riva di Solto

## Provincia di Brescia
- Acqualunga, aggregato nel 1927 al comune di Borgo San Giacomo
- Alone, aggregato nel 1928 al comune di Casto
- Anfurro, aggregato nel 1928 al comune di Angolo
- Armo, aggregato nel 1928 a Turano (attualmente denominato Valvestino)
- Avenone, fuso nel 1928 con Levrange e Ono Degno nel comune di Pertica Bassa
- Barco, aggregato nel 1927 al comune di Orzinuovi
- Bel Prato, fuso nel 1928 con Livemmo e Navono nel comune di Pertica Alta
- Bollone, aggregato nel 1928 a Turano (attualmente denominato Valvestino)
- Borgonato, fuso nel 1928 con Colombaro, Nigoline e Timoline nel comune di Corte Franca
- Bornato, aggregato nel 1927 al comune di Cazzago San Martino
- Botticino Mattina, fuso nel 1928 con Botticino Sera e Caionvico nel comune di Botticino
- Botticino Sera, fuso nel 1928 con Botticino Mattina e Caionvico nel comune di Botticino
- Brozzo, aggregato nel 1927 al comune di Marcheno
- Burago Riviera, aggregato nel 1865 al comune di Muscoline
- Cadignano, aggregato nel 1927 al comune di Verolanuova
- Caionvico, fuso nel 1928 con Botticino Mattina e Botticino Sera nel comune di Botticino e dopo pochi mesi aggregato invece al comune di Brescia
- Calino, aggregato nel 1927 al comune di Cazzago San Martino
- Camignone, aggregato nel 1928 al comune di Passirano
- Campoverde, aggregato nel 1927 al comune di Salò
- Carcina, fuso nel 1927 con Villa Cogozzo nel comune di Villa Carcina
- Carzago Riviera, aggregato nel 1928 al comune di Calvagese della Riviera
- Castrezzone, aggregato nel 1928 al comune di Muscoline
- Ceto-Cerveno, diviso nel 1947 nei comuni di Cerveno e Ceto
- Cignano, aggregato nel 1928 al comune di Offlaga
- Ciliverghe, aggregato nel 1928 al comune di Mazzano
- Cimbergo-Paspardo, diviso nel 1947 nei comuni di Cimbergo e Paspardo
- Cividate Malegno, diviso nel 1947 nei comuni di Cividate Camuno e Malegno
- Cizzago, fuso nel 1927 con Comezzano nel comune di Comezzano-Cizzago
- Clusane sul Lago, aggregato nel 1927 al comune di Iseo
- Colombaro, fuso nel 1928 con Borgonato, Nigoline e Timoline nel comune di Corte Franca
- Comero, aggregato nel 1928 al comune di Casto
- Comezzano, fuso nel 1927 con Cizzago nel comune di Comezzano-Cizzago
- Cortenedolo, aggregato nel 1927 al comune di Edolo
- Corticelle Pieve, aggregato nel 1928 al comune di Dello
- Cossirano, aggregato nel 1928 al comune di Trenzano
- Cremezzano, aggregato nel 1927 al comune di Pedergnaga (attualmente denominato San Paolo)
- Degagna, aggregato nel 1928 al comune di Vobarno
- Erbanno, aggregato nel 1929 al comune di Darfo (attualmente denominato Darfo Boario Terme)
- Farfengo, aggregato nel 1927 al comune di Borgo San Giacomo
- Faverzano, aggregato nel 1928 al comune di Offlaga
- Fiumicello Urago, aggregato nel 1880 al comune di Brescia
- Folzano, aggregato nel 1865 al comune di San Nazzaro Mella
- Frontignano, aggregato nel 1927 al comune di Barbariga
- Gerolanuova, aggregato nel 1928 al comune di Pompiano
- Goglione Sopra, fuso nel 1928 con Goglione Sotto nel comune di Prevalle
- Goglione Sotto, fuso nel 1928 con Goglione Sopra nel comune di Prevalle
- Gorzone, aggregato nel 1929 al comune di Darfo (attualmente denominato Darfo Boario Terme)
- Inzino, aggregato nel 1927 al comune di Gardone Val Trompia
- Levrange, fuso nel 1928 con Avenone e Ono Degno nel comune di Pertica Bassa
- Livemmo, fuso nel 1928 con Bel Prato e Navono nel comune di Pertica Alta
- Loveno Grumello, fuso nel 1928 con Paisco nel comune di Paisco Loveno
- Ludriano, aggregato nel 1927 al comune di Roccafranca
- Lumezzane Pieve, fuso nel 1927 con Lumezzane San Sebastiano e Lumezzane Sant'Apollonio nel comune di Lumezzane
- Lumezzane San Sebastiano, fuso nel 1927 con Lumezzane Pieve e Lumezzane Sant'Apollonio nel comune di Lumezzane
- Lumezzane Sant'Apollonio, fuso nel 1927 con Lumezzane Pieve e Lumezzane San Sebastiano nel comune di Lumezzane
- Maderno, fuso nel 1928 con Toscolano nel comune di Toscolano Maderno
- Magno Sopra Inzino, aggregato nel 1927 al comune di Gardone Val Trompia
- Mazzunno, aggregato nel 1928 al comune di Angolo (attualmente denominato Angolo Terme)
- Milzanello, aggregato nel 1927 al comune di Leno
- Moerna, aggregato nel 1928 a Turano (attualmente denominato Valvestino)
- Mompiano, aggregato nel 1880 al comune di Brescia
- Mù, aggregato nel 1927 al comune di Edolo
- Navono, fuso nel 1928 con Bel Prato e Livemmo nel comune di Pertica Alta
- Nigoline, fuso nel 1928 con Borgonato, Colombaro e Timoline nel comune di Corte Franca
- Nozza, aggregato nel 1928 al comune di Vestone
- Ono Degno, fuso nel 1928 con Avenone e Levrange nel comune di Pertica Bassa
- Oriano, aggregato nel 1927 al comune di Pedergnaga (attualmente denominato San Paolo)
- Padernello, aggregato nel 1927 al comune di Borgo San Giacomo
- Paisco, fuso nel 1928 con Loveno Grumello nel comune di Paisco Loveno
- Persone, aggregato nel 1928 a Turano (attualmente denominato Valvestino)
- Peschiera Maraglio, fuso nel 1928 con Siviano nel comune di Monte Isola
- Pezzoro, aggregato nel 1927 al comune di Tavernole Cimmo (attualmente denominato Tavernole sul Mella)
- Pilzone, aggregato nel 1927 al comune di Iseo
- Poncarale Flero, diviso nel 1956 nei comuni di Flero e Poncarale
- Pontagna, aggregato nel 1927 al comune di Temù
- Portese, fuso nel 1927 con San Felice di Scovolo nel comune di San Felice del Benaco
- Porzano, aggregato nel 1927 al comune di Leno
- Prandaglio, aggregato nel 1928 al comune di Villanuova sul Clisi
- Presegno, aggregato nel 1928 al comune di Lavenone
- Prestine, aggregato nel 2016 al comune di Bienno
- Provaglio Sopra, fuso nel 1928 con Provaglio Sotto nel comune di Provaglio (attualmente denominato Provaglio Val Sabbia)
- Provaglio Sotto, fuso nel 1928 con Provaglio Sopra nel comune di Provaglio (attualmente denominato Provaglio Val Sabbia)
- Provezze, aggregato nel 1928 al comune di Provaglio d'Iseo
- Quinzanello, aggregato nel 1928 al comune di Dello
- Raffa, aggregato nel 1928 al comune di Puegnago (dal 1971 denominato Puegnago del Garda)
- Remedello Sopra, fuso nel 1927 con Remedello Sotto nel comune di Remedello
- Remedello Sotto, fuso nel 1927 con Remedello Sopra nel comune di Remedello
- Rivoltella, aggregato nel 1928 al comune di Desenzano sul Lago (attualmente denominato Desenzano del Garda)
- Rodengo, fuso nel 1927 con Saiano nel comune di Rodengo-Saiano
- Saiano, fuso nel 1927 con Rodengo nel comune di Rodengo-Saiano
- San Bartolomeo, aggregato nel 1880 al comune di Brescia
- San Felice di Scovolo fuso nel 1927 con Portese nel comune di San Felice del Benaco
- San Nazzaro Mella, aggregato nel 1880 al comune di Brescia
- San Pancrazio, aggregato nel 1954 al comune di Palazzolo sull'Oglio
- San Vigilio, aggregato nel 1927 al comune di Concesio
- Sant'Alessandro, aggregato nel 1880 al comune di Brescia
- Sant'Eufemia della Fonte, aggregato nel 1928 al comune di Brescia
- Santicolo, aggregato nel 1927 al comune di Corteno Golgi
- Scarpizzolo, aggregato nel 1927 al comune di Pedergnaga (attualmente denominato San Paolo)
- Siviano, fuso nel 1928 con Peschiera Maraglio nel comune di Monte Isola
- Sopraponte, aggregato nel 1928 al comune di Gavardo
- Soprazocco, aggregato nel 1928 al comune di Gavardo
- Teglie, aggregato nel 1810 al comune di Vobarno
- Terzano, aggregato nel 1928 al comune di Angolo (attualmente denominato Angolo Terme)
- Timoline, fuso nel 1928 con Borgonato, Colombaro e Nigoline nel comune di Corte Franca
- Torbiato, aggregato nel 1928 al comune di Adro
- Toscolano, fuso nel 1928 con Maderno nel comune di Toscolano Maderno
- Urago Mella, aggregato nel 1867 al comune di Fiumicello Urago
- Valsaviore, diviso nel 1954 nei comuni di Cevo e Saviore
- Vello, aggregato nel 1927 al comune di Marone
- Villa Cogozzo, fuso nel 1927 con Carcina nel comune di Villa Carcina
- Villa d'Allegno, aggregato nel 1927 al comune di Temù
- Virle Treponti, aggregato nel 1928 al comune di Rezzato

## Provincia di Como
- Albate, aggregato a Como nel 1943.
- Albese, fuso con Cassano Albese in Albese con Cassano nel 1928.
- Albogasio, fuso con Castello Valsolda, Cressogno, Dasio, Drano e Puria in Valsolda nel 1927
- Andrate, aggregato a Fino Mornasco.
- Arcellasco aggregato a Erba nel 1928.
- Asnago, aggregato a Cermenate nel 1928.
- Bernate Rosales, fuso con Casnate in Casnate con Bernate nel 1937.
- Breccia, aggregato a Como nel 1943.
- Breglia, aggregato a Plesio nel 1928.
- Buccinigo aggregato a Erba nel 1928.
- Buggiolo, fuso con Seghebbia in Val Rezzo nel 1928.
- Bugiallo, aggregato a Sorico nel 1928.
- Bulgorello, aggregato a Cadorago nel 1928.[5]
- Camerlata, aggregato a Como nel 1884.
- Camnago Faloppia, fuso con Gaggino in Faloppio nel 1928.
- Camnago Volta, aggregato a Como nel 1943.
- Capiago, fuso nel 1928 con Intimiano in Salvadera attualmente denominato Capiago Intimiano.
- Carate Lario, fuso con Urio in Carate Urio nel 1927.
- Carcano, fuso con Vill'Albese in Albavilla nel 1928.
- Carella con Mariaga, fuso con Penzano in Eupilio nel 1927.
- Careno, aggregato a Nesso nel 1928.
- Carlazzo Valsolda, fuso con Gottro e Piano Porlezza in Carlazzo nel 1928.
- Carugo Arosio, diviso nel 1950 nei comuni di Carugo e Arosio.
- Casanova Lanza, fuso con Caversaccio in Valmorea nel 1928.
- Caslino al Piano, aggregato a Cadorago nel 1928.[5]
- Casnate, fuso con Bernate Rosales in Casnate con Bernate nel 1937.
- Cassano Albese, fuso con Albese in Albese con Cassano nel 1928.
- Cassina Mariaga aggregato a Erba nel 1927.
- Castello Valsolda, fuso con Albogasio, Cressogno, Dasio, Drano e Puria in Valsolda nel 1927
- Cavallasca, fuso nel 2017 con San Fermo della Battaglia
- Caversaccio, fuso con Casanova Lanza in Valmorea nel 1928.
- Cima, aggregato a Porlezza nel 1928.
- Civello, fuso con Maccio in Villa Guardia nel 1928.
- Civenna, fuso per incorporazione con Bellagio nel 2014.
- Civiglio, aggregato a Como nel 1942.
- Colciago, aggregato a Lurago d'Erba nel 1883.
- Consiglio di Rumo, fuso con Germasino e Gravedona in Gravedona ed Uniti nel 2011.
- Cremnago, aggregato a Inverigo nel 1929.
- Cressogno, fuso con Albogasio, Castello Valsolda, Dasio, Drano e Puria in Valsolda nel 1927
- Crevenna aggregato a Erba nel 1927.
- Croce, aggregato a Menaggio nel 1928.
- Dasio, fuso con Albogasio, Castello Valsolda, Cressogno, Drano e Puria in Valsolda nel 1927
- Drano, fuso con Albogasio, Castello Valsolda, Cressogno, Dasio e Puria in Valsolda nel 1927
- Erba-Incino aggregato a Erba nel 1928.
- Fabbrica Durini, aggregato ad Alzate Brianza nel 1928.
- Gaggino, fuso con Camnago Faloppia in Faloppio nel 1928.
- Germasino, fuso con Consiglio di Rumo e Gravedona in Gravedona ed Uniti nel 2011.
- Gottro, fuso con Carlazzo Valsolda e Piano Porlezza in Carlazzo nel 1928.
- Grandola, fuso con Grona e Bene Lario in Grandola ed Uniti nel 1928.
- Gravedona, fuso con Consiglio di Rumo e Germasino in Gravedona ed Uniti nel 2011.
- Grona, fuso con Grandola e Bene Lario in Grandola ed Uniti nel 1928.
- Incino, fuso con Erba in Erba-Incino nel 1906.
- Intimiano, fuso nel 1928 con Capiago in Salvadera attualmente denominato Capiago Intimiano.
- Isola Comacina, diviso nel 1950 nei comuni di Colonno, Ossuccio e Sala Comacina.
- Lanzo d'Intelvi, fuso con Pellio Intelvi e Ramponio Verna in Alta Valle Intelvi nel 2017.
- Lemna, fuso con Molina e Palanzo in Faggeto Lario nel 1928.
- Lezza, fuso nel 1928 con Ponte in Pontelezza attualmente denominato Ponte Lambro.
- Lieto Colle, diviso nel 1956 in Cavallasca, Drezzo e Parè.
- Loveno sopra Menaggio, aggregato a Menaggio nel 1929.
- Lucino, fuso con Montano Comasco in Montano Lucino nel 1928.
- Maccio, fuso con Civello in Villa Guardia nel 1928.
- Minoprio, fuso con Vertemate in Vertemate con Minoprio nel 1928.
- Mirabello Comasco, diviso nel 1947 nei comuni di Castelnuovo Bozzente e Beregazzo con Figliaro.
- Moiana, aggregato a Merone nel 1928.
- Molina, fuso con Lemna e Palanzo in Faggeto Lario nel 1928.
- Monte Olimpino, aggregato a Como nel 1884.
- Pagnano Valassina, aggregato a Asso nel 1880.
- Palanzo, fuso con Lemna e Molina in Faggeto Lario nel 1928.
- Parravicino aggregato a Erba nel 1928.
- Pellio Intelvi fuso con Lanzo d'Intelvi e Ramponio Verna in Alta Valle Intelvi nel 2017.
- Penzano, fuso con Carella con Mariaga in Eupilio nel 1927.
- Piano Porlezza, fuso con Carlazzo Valsolda e Gottro in Carlazzo nel 1928.
- Piazza Santo Stefano, aggregato a Cernobbio nel 1929.
- Ponte, fuso nel 1928 con Lezza in Pontelezza attualmente denominato Ponte Lambro.
- Ponzate, aggregato al comune di Tavernerio nel 1928.
- Puria, fuso con Albogasio, Castello Valsolda, Cressogno, Dasio e Drano in Valsolda nel 1927.
- Ramponio, fuso con Verna in Ramponio Verna nel 1928.
- Ramponio Verna fuso con Lanzo d'Intelvi e Pellio Intelvi in Alta Valle Intelvi nel 2017.
- Rebbio, aggregato nel 1937 al comune di Como
- Rezzonico, fuso con San Siro e Sant'Abbondio in Santa Maria Rezzonico nel 1928.
- Romanò Brianza, aggregato a Inverigo nel 1929.
- Rovenna, aggregato a Cernobbio nel 1929.
- Rovi Porro, diviso nel 1939 nei comuni di Rovellasca e Rovello Porro.
- Santa Maria Rezzonico fuso con Sant'Abbondio nel comune di San Siro nel 1999.
- Santa Valeria, diviso nel 1947 nei comuni di Caglio Sormano e Rezzago.
- Sant'Abbondio fuso con Santa Maria Rezzonico nel comune di San Siro nel 1999.
- Scaria, aggregato a Lanzo d'Intelvi nel 1928.
- Seghebbia, fuso con Buggiolo in Val Rezzo nel 1928.
- Seprio nato nel 1928 e ridiviso in Locate Varesino, Carbonate e Mozzate
- Socco, aggregato a Fino Mornasco nel 2006.
- Solzago, aggregato al comune di Tavernerio, nel 1928.
- Stazzona Germasino, diviso nel 1947 nei comuni di Germasino e Stazzona.
- Tavordo, aggregato a Porlezza nel 1928.
- Traversa, aggregato a Gravedona nel 1928.
- Trevano, fuso con Uggiate in Uggiate Trevano nel 1937.
- Tremezzina, diviso nel 1947 in Lenno, Mezzegra e Tremezzo.
- Urio, fuso con Carate Lario in Carate Urio nel 1927.
- Verna, fuso con Ramponio in Ramponio Verna nel 1928.
- Vertemate, fuso con Minoprio in Vertemate con Minoprio nel 1928.
- Villa Romanò, aggregato a Inverigo nel 1929.
- Vill'Albese, fuso con Carcano in Albavilla nel 1928.
- Visino aggregato a Valbrona nel 1927.
- Zelbio Veleso, diviso nel 1947 nei comuni di Zelbio e Veleso.

## Provincia di Cremona
- Acqualunga Badona, aggregato nel 1867 al comune di Paderno Fasolaro, successivamente denominato Paderno Cremonese ed infine aggregato nel 1928 al nuovo comune di Paderno Ossolaro, attualmente denominato Paderno Ponchielli.
- Alfiano ed Uniti, aggregato nel 1868 al comune di Corte de' Frati.
- Ardole San Marino, aggregato nel 1865 al comune di Gadesco.
- Bagnarolo, aggregato nel 1865 al comune di Pieve Delmona.
- Barbiselle, aggregato nel 1867 al comune di Carpaneta con Dosimo.
- Barzaniga, aggregato nel 1928 al comune di Annicco.
- Bettenesco, aggregato nel 1867 al comune di Persico.
- Binanuova, aggregato nel 1928 al nuovo comune di Gabbioneta-Binanuova.
- Bottaiano, aggregato nel 1867 al comune di Ricengo.
- Brancere, aggregato nel 1867 al comune di Stagno Pagliaro, successivamente denominato Stagno Lombardo.
- Breda Guazzona, aggregato nel 1867 al comune di Ca' d'Andrea.
- Brolpasino, aggregato nel 1867 al comune di Ca' d'Andrea.
- Ca' de' Bonavogli, aggregato nel 1868 al comune di Derovere.
- Cà de' Caggi, aggregato nel 1867 al comune di Torre de' Picenardi.
- Cà de' Corti, aggregato nel 1868 al comune di Cingia de' Botti.
- Cà de' Quinzani, aggregato nel 1865 al comune di Gadesco.
- Cà de' Sfondrati, aggregato nel 1868 al comune di Cà de' Stefani.
- Ca' de' Soresini,aggregato nel 1867 al comune di San Martino del Lago.
- Cà de' Staoli, aggregato nel 1867 al comune di Pieve d'Olmi.
- Cà de' Stefani, aggregato nel 1927 al comune di Vescovato.
- Casanova del Morbasco, aggregato nel 1867 al comune di Sesto ed Uniti.
- Canova Olzano, aggregato nel 1867 al comune di Soresina.
- Cansero, aggregato nel 1867 al comune di Cappella de' Picenardi.
- Carpaneta con Dosimo, aggregato nel 1928 al nuovo comune di Persico Dosimo.
- Caruberto, aggregato nel 1867 al comune di San Martino del Lago.
- Casale Cremasco, aggregato nel 1934 al nuovo comune di Casale Cremasco-Vidolasco.
- Casalorzo Geroldi, aggregato nel 1868 al comune di Derovere.
- Casalsigone, aggregato nel 1866 al nuovo comune di Casalsigone ed Uniti, attualmente denominato Pozzaglio ed Uniti.
- Casanova d'Offredi, aggregato nel 1867 al comune di Ca' d'Andrea.
- Cassine Gandine, aggregato nel 1929 al comune di Palazzo Pignano.
- Castelfranco d'Oglio, aggregato nel 1867 al comune di Drizzona.
- Castelnuovo Cremasco, aggregato nel 1869 al comune di San Bernardino.
- Castelnuovo del Vescovo, aggregato nel 1867 al comune di Pescarolo ed Uniti.
- Castelnuovo del Zappa, aggregato nel 1868 al comune di Castagnino Secco, attualmente denominato Castelverde.
- Castelnuovo Gherardi, aggregato nel 1866 al comune di Casalsigone ed Uniti, attualmente denominato Pozzaglio ed Uniti.
- Castelponzone, aggregato nel 1934 al comune di Scandolara Ravara.
- Cava Tigozzi, aggregato nel 1867 al comune di Due Miglia.
- Cavallara, aggregato nel 1868 al comune di San Martino in Beliseto.
- Cella, aggregato nel 1868 al comune di Pugnolo, attualmente denominato Cella Dati.
- Cignone, aggregato nel 1867 con R.D. del 21/11/1867 al comune di Corte de' Cortesi, attualmente denominato Corte de' Cortesi con Cignone.
- Colombarolo, aggregato nel 1867 al comune di Voltido.
- Corpi Santi di Cremona, aggregato il 14 luglio 1871 nel comune di Cremona.
- Corte Madama, aggregato nel 1867 al comune di Castelleone.
- Cortetano, aggregato nel 1867 al comune di Sesto ed Uniti.
- Costa Sant'Abramo, aggregato nel 1868 al comune di Castagnino Secco, attualmente denominato Castelverde.
- Credera, aggregato nel 1928 al nuovo comune di Credera Rubbiano.
- Dosso Baroardo, aggregato nel 1865 al comune di Tredossi.
- Dosso de' Frati, aggregato nel 1868 al comune di Pugnolo, attualmente denominato Cella Dati.
- Drizzona, fuso nel 2019 col comune di Piadena.
- Due Miglia, aggregato nel 1920 al comune di Cremona.
- Farinate, aggregato nel 1868 al comune di Capralba.
- Fengo, aggregato nel 1867 al comune di Acquanegra, attualmente denominato Acquanegra Cremonese.
- Forcello, aggregato nel 1867 al comune di Stagno Pagliaro, denominato, dal 1868, Stagno Lombardo.
- Fossa Guazzona, aggregato nel 1867 al comune di Ca' d'Andrea.
- Fracchia, aggregato nel 1868 al comune di Spino d'Adda.[6]
- Gabbioneta, aggregato nel 1928 al nuovo comune di Gabbioneta-Binanuova.
- Gadesco, aggregato nel 1928 al nuovo comune di Gadesco-Pieve Delmona.
- Gambina Barchetti, aggregato nel 1868 al comune di Grontardo.
- Gazzo, aggregato nel 1868 al comune di Pieve San Giacomo.
- Gradella, aggregato nel 1868 al comune di Pandino.
- Grontorto, aggregato nel 1867 al comune di Barzaniga.
- Isola Pescaroli, aggregato nel 1867 al comune di San Daniele Ripa Po, attualmente denominato San Daniele Po.
- Isolello, aggregato nel 1867 al comune di Cappella de' Picenardi.
- Levata, aggregato nel 1868 al comune di Grontardo.
- Licengo, aggregato nel 1868 al comune di Castagnino Secco, attualmente denominato Castelverde.
- Longardore, aggregato nel 1868 al comune di Sospiro.
- Luignano, aggregato nel 1867 al comune di Sesto ed Uniti.
- Marzalengo, aggregato nel 1865 al comune di Tredossi.
- Mirabello Ciria, aggregato nel 1867 al comune di Casalmorano.
- Montanara, aggregato nel 1868 al comune di Cà de' Stefani.
- Monticelli Ripa d'Oglio, aggregato nel 1868 al comune di Pessina Cremonese.
- Nosadello, aggregato nel 1868 al comune di Pandino.
- Ombriano, aggregato nel 1928 al comune di Crema.
- Ossalengo, aggregato nel 1865 al comune di Tredossi.
- Ossolaro, aggregato nel 1928 al nuovo comune di Paderno Ossolaro, attualmente denominato Paderno Ponchielli.
- Paderno Cremonese, aggregato nel 1928 al nuovo comune di Paderno Ossolaro, attualmente denominato Paderno Ponchielli.
- Palvareto, soppresso nel 1947 a causa della ricostituzione dei comuni di San Giovanni in Croce e Solarolo Rainerio.
- Passarera, aggregato nel 1869 al comune di Capergnanica.
- Persico, aggregato nel 1928 al nuovo comune di Persico Dosimo.
- Pieve Delmona, aggregato nel 1928 al nuovo comune di Gadesco-Pieve Delmona.
- Pieve San Maurizio, aggregato nel 1867 al comune di Ca' d'Andrea.
- Pieve Terzagni, aggregato nel 1867 al comune di Pescarolo ed Uniti.
- Polengo, aggregato nel 1867 al comune di Casalbuttano ed Uniti.
- Pontirolo Capredoni, aggregato nel 1867 al comune di Drizzona.
- Porta Ombriano, aggregato nel 1865 al comune di Ombriano.
- Pozzaglio, aggregato nel 1867 al comune di Casalsigone ed Uniti, attualmente denominato Pozzaglio ed Uniti.
- Pozzo Baronzio, aggregato nel 1867 al comune di Torre de' Picenardi.
- Prato Muzio, aggregato nel 1869 al comune di Pieve Delmona.
- Quistro, aggregato nel 1867 al comune di Carpaneta con Dosimo.
- Recorfano, aggregato nel 1867 al comune di Voltido.
- Ripalta Nuova, venne ripartito nel 1928 tra il nuovo comune di Ripalta Cremasca e il comune di Crema.
- Ripalta Vecchia, aggregato nel 1868 al comune di Madignano.
- Romprezzagno, aggregato nel 1867 al comune di Tornata.
- Ronca de' Golferami, aggregato nel 1867 al comune di Ca' d'Andrea.
- Roncadello d'Adda, aggregato nel 1868 al comune di Dovera.
- Rovereto, aggregato nel 1868 al comune di Credera.
- Rubbiano, aggregato nel 1928 al nuovo comune di Credera Rubbiano.
- San Bernardino, aggregato nel 1928 al comune di Crema.
- San Lorenzo Aroldo, aggregato nel 1867 al comune di Solarolo Rainerio.
- San Lorenzo de' Picenardi, aggregato nel 1867 al comune di Torre de' Picenardi.
- San Lorenzo Guazzone, aggregato nel 1867 al comune di Vho e nel 1928 a quello di Piadena.
- San Lorenzo Mondinari, aggregato nel 1868 al comune di Pugnolo, attualmente denominato Cella Dati.
- San Martino in Beliseto, aggregato nel 1928 al comune di Castagnino Secco, attualmente denominato Castelverde.
- San Michele Cremasco, ripartito nel 1875 tra i comuni di Crema e Ripalta Nuova.
- San Paolo Ripa d'Oglio, aggregato nel 1867 al comune di Vho e nel 1928 a quello di Piadena.
- San Salvatore, aggregato nel 1868 al comune di Sospiro.
- San Savino, aggregato nel 1862 al comune di Due Miglia a sua volta aggregato nel 1920 al comune di Cremona
- San Sillo, aggregato nel 1868 al comune di Corte de' Frati.
- San Vito e Modesto, aggregato nel 1867 al comune di Casalbuttano ed Uniti.
- Santa Maria della Croce, aggregato nel 1867 al comune di Crema.
- Scannabue, aggregato nel 1929 al comune di Palazzo Pignano.
- Silvella, aggregato nel 1868 al comune di Pieve San Giacomo.
- Solarolo del Persico, aggregato nel 1867 al comune di Casalsigone ed Uniti, attualmente denominato Pozzaglio ed Uniti.
- Solarolo Monasterolo, aggregato nel 1868 al comune di Motta Baluffi.
- Stilo de' Mariani, aggregato nel 1868 al comune di Pessina Cremonese.
- Torre d'Angiolini, aggregato nel 1867 al comune di Torre de' Picenardi.
- Tredossi, aggregato nel 1928 al comune di Castagnino Secco, attualmente denominato Castelverde.
- Trezzolasco, aggregato nel 1868 al comune di Sergnano.
- Triburgo, aggregato nel 1868 al comune di Salvirola Cremasca, attualmente denominato Salvirola.
- Vairano Cremasco, ripartito nel 1875 tra i comuni di Crema e Santa Maria della Croce.
- Vho, aggregato nel 1928 al comune di Piadena.
- Vidiceto, aggregato nel 1868 al comune di Cingia de' Botti.
- Vidolasco, aggregato nel 1934 al nuovo comune di Casale Cremasco-Vidolasco.
- Vighizzolo, aggregato nel 1867 al comune di Cappella de' Picenardi.
- Villarocca, aggregato nel 1868 al comune di Pessina Cremonese.
- Zanengo, aggregato nel 1867 al comune di Grumello Cremonese, attualmente denominato Grumello Cremonese ed Uniti.
- Zappello, aggregato nel 1928 al nuovo comune di Ripalta Cremasca.

## Provincia di Lecco
- Abbadia sopra Adda, fuso nel 1928 assieme a Linzanico nel comune di Abbadia Lariana
- Aizurro, aggregato nel 1927 ad Airuno
- Acquate, aggregato nel 1923 a Lecco[7]
- Bagaggera, aggregato nel 1927 a Rovagnate
- Baiedo, aggregato nel 1927 a Pasturo
- Ballabio Inferiore, fuso nel 1927 con Ballabio Superiore nel comune di Ballabio
- Ballabio Superiore, fuso nel 1927 con Ballabio Inferiore nel comune di Ballabio
- Barcone, aggregato nel 1927 a Primaluna
- Bartesate, aggregato nel 1927 a Galbiate
- Belledo, aggregato nel 1869 a Maggianico
- Bernaga, aggregato nel 1870 a Perego
- Biglio, aggregato nel 1927 a Valgreghentino[8]
- Bindo, aggregato nel 1927 a Cortenova
- Brenno della Torre, fuso nel 1870 assieme a Tregolo e Centemero nel comune di Costa Masnaga
- Brianzola, fuso nel 1928 con Cologna nel comune di Castello di Brianza
- Cagliano, fuso nel 1927 con Nava e Ravellino nel comune di Colle Brianza[9]
- Calolzio, fuso nel 1927 assieme a Corte nel comune di Calolziocorte
- Capiate, aggregato nel 1928 al comune di Olginate
- Casirago, aggregato nel 1880 al comune di Monticello Brianza
- Cassago, fuso nel 1927 con Oriano Brianza nel comune di Cassago Brianza
- Cassina de' Bracchi, aggregato nel 1874 al comune di Casatenovo
- Casletto, aggregato nel 1928 al comune di Rogeno
- Castello sopra Lecco, accorpato nel 1923 al comune di Lecco[7]
- Centemero, fuso nel 1870 assieme a Brenno della Torre e Tregolo nel comune di Costa Masnaga
- Cereda, aggregato nel 1870 al comune di Perego
- Cernusco Montevecchia, diviso nel 1966 nei comuni di Cernusco Lombardone e Montevecchia
- Cesello Brianza, diviso nel 1955 nei comuni di Cesana Brianza e Suello
- Chiuso, accorpato nel 1869 a Maggianico
- Cologna, fuso nel 1928 con Brianzola nel comune di Castello di Brianza
- Concenedo, aggregato nel 1928 al comune di Barzio
- Consonno, aggregato nel 1928 al comune di Olginate
- Contra, accorpato nel 1928 a Missaglia
- Corenno Plinio, accorpato nel 1927 al comune di Dervio
- Cortabbio, accorpato nel 1927 a Primaluna
- Corte, fuso nel 1927 assieme a Calolzio nel comune di Calolziocorte
- Cremella, aggregato nel 1928 al comune di Barzanò[10]
- Dozio, accorpato nel 1927 a Valgreghentino[8]
- Esino Inferiore, fuso nel 1927 con Esino Superiore nel comune di Esino Lario
- Esino Superiore, fuso nel 1927 con Esino Inferiore nel comune di Esino Lario
- Germanedo, aggregato nel 1923 a Lecco[7]
- Imberido, accorpato nel 1928 a Oggiono
- Indovero, accorpato nel 1928 a Casargo
- Laorca, accorpato nel 1923 a Lecco[7]
- Limonta, fuso nel 1927 assieme a Onno e Vassena nel comune di Oliveto Lario
- Linzanico, fuso nel 1928 assieme a Abbadia sopra Adda nel comune di Abbadia Lariana
- Lomaniga, accorpato nel 1928 a Missaglia
- Lorentino, accorpato nel 1928 a Calolziocorte
- Maggianico, accorpato nel 1928 a Lecco
- Mondonico, fuso nel 1927 con Calco e Olgiate Molgora nel comune di Olgiate Calco
- Nava, fuso nel 1927 con Cagliano e Ravellino nel comune di Colle Brianza[9]
- Novate Brianza, accorpato nel 1927 a Merate
- Olate, accorpato nel 1869 a Castello sopra Lecco
- Olcio, accorpato nel 1927 a Mandello del Lario
- Olgiate Calco, diviso nel 1953 nei comuni di Calco e Olgiate Molgora
- Onno, fuso nel 1927 assieme a Limonta e Vassena nel comune di Oliveto Lario
- Oriano Brianza, fuso nel 1927 con Cassago nel comune di Cassago Brianza
- Paderno Robbiate, diviso nel 1947 nei comuni di Paderno d'Adda, Imbersago e Robbiate
- Perego, accorpato a Rovagnate nel comune di La Valletta Brianza nel 2015
- Pessina Valsassina, accorpato nel 1927 a Primaluna
- Rancio di Lecco, accorpato nel 1923 a Lecco[7]
- Ravellino, fuso nel 1927 con Cagliano e Nava nel comune di Colle Brianza[9]
- Rongio, accorpato nel 1927 a Mandello del Lario
- Rossino, accorpato nel 1928 a Calolziocorte
- Rovagnate, accorpato a Perego nel comune di La Valletta Brianza nel 2015
- Sabbioncello, accorpato nel 1928 a Merate
- Sala al Barro, accorpato nel 1927 a Galbiate
- San Giovanni alla Castagna, accorpato nel 1923 a Lecco[7]
- Santa Maria di Rovagnate, diviso nel 1953 nei comuni di Perego, Rovagnate e Santa Maria Hoè
- Sartirana Briantea, accorpato nel 1928 a Merate
- Sirtori, aggregato nel 1928 al comune di Barzanò[10]
- Somana, accorpato nel 1927 a Mandello del Lario
- Tregolo, fuso nel 1870 assieme a Brenno della Torre e Centemero nel comune di Costa Masnaga
- Vassena, fuso nel 1927 assieme a Limonta e Onno nel comune di Oliveto Lario
- Vendrogno, aggregato nel 2020 al comune di Bellano
- Verderio Inferiore accorpato a Verderio Superiore nel comune di Verderio nel 2014
- Verderio Superiore accorpato a Verderio Inferiore nel comune di Verderio nel 2014
- Villa Vergano, accorpato nel 1937 a Galbiate
- Vimogno, accorpato nel 1927 a Primaluna

## Provincia di Lodi
- Arcagna, aggregato nel 1870 al comune di Montanaso Lombardo[11]
- Bargano, aggregato nel 1878 al comune di Villanova del Sillaro[12]
- Bottedo, aggregato nel 1873 al nuovo comune di Chiosi Uniti con Bottedo[13]
- Ca' de' Mazzi, aggregato nel 1869 al comune di Livraga[14]
- Ca' de' Zecchi, aggregato nel 1879 al comune di Villavesco[15]
- Ca' de' Bolli, aggregato nel 1869 al comune di San Martino in Strada
- Ca' dell'Acqua, aggregato nel 1865 al comune di Cazzimani[16]
- Campolungo, aggregato nel 1879 a Cornegliano Laudense[17]
- Casolate, aggregato nel 1869 al comune di Zelo Buon Persico
- Cassino d'Alberi, aggregato nel 1869 al comune di Mulazzano
- Castiraga da Reggio, aggregato nel 1869 al comune di Marudo[18]
- Caviaga, aggregato nel 1869 al comune di Cavenago[19]
- Ceppeda, aggregato nel 1866 al comune di Ossago Lodigiano[20]
- Chiosi d'Adda Vigadore, aggregato nel 1877 al comune di Lodi[21]
- Chiosi di Porta Cremonese, aggregato nel 1873 al nuovo comune di Chiosi Uniti con Bottedo[13]
- Chiosi di Porta Regale, aggregato nel 1873 al nuovo comune di Chiosi Uniti con Bottedo[13]
- Chiosi di Porta d'Adda, aggregato nel 1870 al nuovo comune di Chiosi d'Adda Vigadore[11]
- Chiosi Uniti con Bottedo, aggregato nel 1877 al comune di Lodi[21]
- Corte Sant'Andrea, aggregato nel 1869 al comune di Senna Lodigiana
- Gattera Maiocca, aggregato nel 1869 al comune di Codogno
- Grazzanello, aggregato nel 1869 al comune di Mairago
- Guazzina, aggregato nel 1865 al comune di Cazzimani[16]
- Gugnano, aggregato nel 1870 al comune di Casaletto Lodigiano[11]
- Isola Balba, aggregato nel 1869 al comune di Mulazzano
- Lardera, aggregato nel 1866 al comune di Cornovecchio
- Melegnanello, aggregato nel 1869 al comune di Turano[22]
- Mezzana Casati, aggregato nel 1869 al comune di San Rocco al Porto
- Mezzano Passone, aggregato nel 1869 al comune di Corno Giovine
- Mignete, aggregato nel 1869 al comune di Zelo Buon Persico
- Mirabello San Bernardino, aggregato nel 1869 al comune di Senna Lodigiana
- Mongiardino Sillaro, aggregato nel 1878 al comune di Villanova del Sillaro[12]
- Motta Vigana, aggregato nel 1879 al comune di Massalengo[23]
- Orgnaga, aggregato nel 1879 al nuovo comune di Pieve Fissiraga[24]
- Pezzolo de' Codazzi, aggregato nel 1879 al nuovo comune di Pieve Fissiraga[24]
- Pezzolo di Tavazzano, aggregato nel 1869 al comune di Villavesco[25]
- Pizzolano, aggregato nel 1869 al comune di Casalpusterlengo[26]
- Quartiano, aggregato nel 1882 al comune di Mulazzano
- Regina Fittarezza, aggregato nel 1873 al comune di Somaglia
- Robecco Lodigiano, aggregato nel 1869 al comune di Turano[22]
- Sesto Pergola, aggregato nel 1869 al comune di San Martino in Strada
- Soltarico, aggregato nel 1869 al comune di Cavenago[19]
- Tavazzano, aggregato nel 1869 al comune di Villavesco[25]
- Tormo, aggregato nel 1879 al comune di Crespiatica[27]
- Triulzina, aggregato nel 1879 al nuovo comune di Pieve Fissiraga[24]
- Vidardo, aggregato nel 1869 al comune di Marudo[18]
- Vigadore, aggregato nel 1870 al nuovo comune di Chiosi d'Adda Vigadore[11]
- Villa Pompeiana, aggregato nel 1869 al comune di Zelo Buon Persico
- Villarossa, aggregato nel 1870 al comune di Casaletto Lodigiano[11]
- Vittadone, aggregato nel 1929 al comune di Casalpusterlengo
- Zorlesco, aggregato nel 1929 al comune di Casalpusterlengo

## Provincia di Mantova
- Bigarello, fuso per incorporazione nel 2018 con San Giorgio di Mantova, che contestualmente ha assunto il nome di San Giorgio Bigarello[28]
- Borgoforte, fuso nel 2014 assieme a Virgilio nel nuovo comune di Borgo Virgilio[29][30]
- Borgofranco sul Po, fuso nel 2019 assieme a Carbonara di Po nel nuovo comune di Borgocarbonara[31]
- Carbonara di Po, fuso nel 2019 assieme a Borgofranco sul Po nel nuovo comune di Borgocarbonara[31]
- Casalpoglio, aggregato nel 1873 al comune di Castel Goffredo[32]
- Felonica, fuso per incorporazione nel 2017 con Sermide, che contestualmente ha assunto il nome di Sermide e Felonica[33]
- Pieve di Coriano, fuso nel 2018, assieme a Revere e Villa Poma, nel nuovo comune Borgo Mantovano[34][35]
- Revere, fuso nel 2018, assieme a Pieve di Coriano e Villa Poma, nel nuovo comune Borgo Mantovano
- Villa Poma, fuso nel 2018, assieme a Revere e Pieve di Coriano, nel nuovo comune Borgo Mantovano
- Virgilio, fuso nel 2014 assieme a Borgoforte nel nuovo comune di Borgo Virgilio[29][30]

## Città metropolitana di Milano
- Affori, aggregato al comune di Milano nel 1923[36]
- Assiano, aggregato al comune di Muggiano nel 1841[37]
- Baggio, aggregato al comune di Milano nel 1923[36]
- Balsamo, fuso con Cinisello in Cinisello Balsamo nel 1928
- Barate, aggregato al comune di Gaggiano nel 1869
- Barbaiana, aggregato al comune di Lainate nel 1870[11]
- Bestazzo, aggregato al comune di Cisliano nel 1870[11]
- Bienate, aggregato al comune di Magnago nel 1869
- Bisentrate, aggregato al comune di Pozzuolo Martesana nel 1869[38]
- Boldinasco, aggregato al comune di Musocco nel 1869[39]
- Bolgiano, aggregato al comune di San Donato Milanese nel 1870[11]
- Bonirola, aggregato al comune di Gaggiano nel 1869
- Bornago, aggregato al comune di Pessano con Bornago nel 1870[11]
- Briavacca, aggregato al comune di Pioltello nel 1869[40]
- Brusuglio, aggregato al comune di Cormano nel 1871
- Bruzzano dei due Borghi, aggregato al comune di Affori nel 1868
- Bustighera, aggregato al comune di Mediglia nel 1869[41]
- Cantalupo, aggregato al comune di Cerro Maggiore il 10 giugno 1757[42]
- Caselle d'Ozzero, aggregato al comune di Coronate nel 1870[11]
- Casirate Olona, aggregato al comune di Lacchiarella nel 1869
- Casone, fuso con Marcallo nel 1870 nel nuovo comune di Marcallo con Casone[11]
- Cassina Amata, aggregato al nuovo comune di Paderno Dugnano nel 1869
- Cassina de' Gatti, aggregato al comune di Sesto San Giovanni nel 1869
- Cassina Nuova, aggregato al comune di Bollate con R.D. 17 marzo 1869
- Cassina Pobbia, aggregato al comune di Corbetta nel 1880
- Cassina Triulza, aggregato al comune di Musocco nel 1869[39]
- Castellazzo, aggregato al comune di Bollate nel 1841
- Castellazzo de' Barzi, aggregato al comune di Robecco sul Naviglio nel 1870[11]
- Castelletto Mendosio, aggregato al comune di Abbiategrasso nel 1869
- Cavaione, aggregato al comune di Truccazzano nel 1869
- Cerchiate, aggregato al comune di Pero nel 1928
- Chiaravalle Milanese, aggregato al comune di Milano nel 1923[36]
- Cinisello, fuso con Balsamo in Cinisello Balsamo nel 1928
- Coazzano, aggregato al comune di Vernate nel 1870[11]
- Concesa, aggregato al comune di Trezzo sull'Adda nel 1869
- Cornegliano Bertario, aggregato al comune di Truccazzano nel 1869
- Corpi Santi di Milano, aggregato al comune di Milano nel 1873
- Crescenzago, aggregato al comune di Milano nel 1923[36]
- Dergano, aggregato al comune di Affori con R.D. 24 dicembre 1868
- Dugnano, aggregato al nuovo comune di Paderno Dugnano nel 1869
- Fagnano sul Naviglio, aggregato al comune di Gaggiano nel 1869
- Figino di Milano, aggregato al comune di Trenno nel 1869[43]
- Furato, aggregato al comune di Inveruno nel 1870[11]
- Garbatola, aggregato al comune di Nerviano nel 1869
- Garegnano, aggregato al comune di Musocco nel 1869[39]
- Gorla Primo, fuso con Precotto nel nuovo comune di Gorlaprecotto nel 1920[44]
- Gorla Precotto, aggregato al comune di Milano nel 1923[36]
- Grancino, aggregato al comune di Buccinasco nel 1870[11]
- Greco Milanese, aggregato al comune di Milano nel 1923[36]
- Groppello d'Adda, aggregato al comune di Cassano d'Adda nel 1869
- Incirano, aggregato al nuovo comune di Paderno Dugnano nel 1869
- Induno Ticino, fuso nel 1870 con Robecchetto nel nuovo comune di Robecchetto con Induno[11]
- Lambrate, aggregato al comune di Milano nel 1923[36]
- Limito, aggregato al comune di Pioltello nel 1869[40]
- Linate al Lambro, aggregato al comune di Peschiera Borromeo nel 1933
- Lucernate, aggregato al comune di Rho nel 1928
- Marcallo, fuso con Casone nel 1870 nel nuovo comune di Marcallo con Casone[11]
- Mazzo Milanese, aggregato al comune di Rho nel 1928
- Mercugnano, aggregato al comune di Mediglia nel 1869[41]
- Mettone, aggregato al comune di Lacchiarella nel 1869
- Moncucco Vecchio, aggregato al comune di Vernate nel 1870[11]
- Morsenchio, aggregato al comune di Mezzate nel 1870[11]
- Muggiano, aggregato al comune di Baggio nel 1869
- Musocco, aggregato al comune di Milano nel 1923[36]
- Niguarda, aggregato al comune di Milano nel 1923
- Nosedo, aggregato al comune di Chiaravalle Milanese nel 1870[11]
- Novegro, aggregato al comune di Lambrate nel 1869[45]
- Paderno, aggregato al nuovo comune di Paderno Dugnano nel 1869
- Palazzolo Milanese, aggregato al nuovo comune di Paderno Dugnano nel 1869
- Pantanedo, aggregato al comune di Mazzo Milanese nel 1841
- Passirana, aggregato al comune di Lainate nel 1870[11]
- Pasturago, aggregato al comune di Vernate nel 1870[11]
- Pedriano, aggregato al comune di Viboldone nel 1870[11]
- Pontesesto, aggregato al comune di Rozzano nel 1870
- Precotto, fuso con il comune di Gorla Primo nel 1920 costituendo Gorlaprecotto[44]
- Premenugo, aggregato al comune di Settala nel 1869[46]
- Quarto Cagnino, aggregato al comune di Trenno nel 1869[43]
- Quarto Oggiaro, annesso al comune di Musocco nel 1757[47]
- Quinto Romano, aggregato al comune di Trenno nel 1869[43]
- Quintosole, aggregato al comune di Vigentino nel 1869
- Rescalda, aggregato al comune di Rescaldina nel 1869
- Riozzo, aggregato al comune di Cerro al Lambro nel 1878[48]
- Robecchetto, aggregato al nuovo comune di Robecchetto con Induno nel 1870[11]
- Rodano, aggregato al comune di Pioltello nel 1869[40], e in seguito ricostituito
- Ronchetto, aggregato al comune di Buccinasco nel 1870[11]
- Roserio, aggregato al comune di Musocco nel 1869[39]
- Rovagnasco, aggregato al comune di Pioltello nel 1869[40]
- San Giorgio su Legnano, aggregato al comune di Canegrate il 4 novembre 1809[49], in seguito ricostituito l'8 novembre 1811[50]
- San Novo, aggregato al comune di Zibido San Giacomo nel 1870[11]
- San Pedrino, aggregato al comune di Vignate nel 1869
- San Pietro Bestazzo, aggregato al comune di Cisliano nel 1870[11]
- San Pietro Cusico, aggregato al comune di Zibido San Giacomo nel 1870[11]
- San Vito e Marta, aggregato al comune di Gaggiano nel 1869
- Sant'Agata Martesana, aggregato al comune di Cassina de' Pecchi nel 1870[11]
- Santa Maria in Prato, aggregato al comune di San Zenone al Lambro nel 1870[11]
- Segrate, aggregato al comune di Pioltello nel 1869[40], in seguito ricostituito
- Sellanuova, aggregato al comune di Baggio nel 1869
- Sesto Ulteriano, aggregato al comune di Viboldone nel 1869[51]
- Sulbiate Inferiore, aggregato al comune di Bernareggio nel 1869
- Tainate, aggregato al comune di Noviglio nel 1870[11]
- Terrazzano, aggregato al comune di Rho nel 1928
- Trecella, aggregato al comune di Pozzuolo Martesana nel 1869[38]
- Trenno, aggregato al comune di Milano nel 1923[36]
- Turro Milanese, aggregato al comune di Milano nel 1918
- Vaiano Valle, aggregato al comune di Quintosole nel 1869[52]
- Valera, aggregato al comune di Arese nel 1841 [non chiaro]
- Vigano Certosino, aggregato al comune di Gaggiano nel 1869
- Vigentino, aggregato al comune di Quintosole nel 1869[52]
- Vigentino, aggregato al comune di Milano nel 1923[36]
- Vigonzino, aggregato al comune di Zibido San Giacomo nel 1870[11]
- Villa Pizzone, aggregato al comune di Musocco nel 1869[39]
- Zelo Foramagno, aggregato al comune di Mezzate nel 1870[11]
- Zivido, aggregato al comune di Viboldone nel 1869[51]

## Provincia di Monza e della Brianza
- Agliate, aggregato nel 1869 a Carate Brianza.
- Binzago, aggregato nel 1869 a Cesano Maderno.
- Birago, aggregato nel 1869 a Lentate sul Seveso.
- Cassina Aliprandi, aggregato al comune di Lissone con R.D. 1º aprile 1869
- Calò, aggregato nel 1869 a Besana in Brianza.
- Capriano di Brianza, aggregato nel 1869 a Briosco.
- Cassina Baraggia, andato a costituire nel 1866 il nuovo comune di Brugherio.
- Cassina Savina, aggregato al comune di Cesano Maderno con R.D. 9 febbraio 1869.
- Cazzano Besana, aggregato nel 1869 a Besana in Brianza.
- Colnago, aggregato nel 1870 al comune di Cornate[11]
- Colzano, fuso nel 1865 con Veduggio nel comune di Veduggio con Colzano.
- Copreno, aggregato nel 1869 a Lentate sul Seveso.
- Costa al Lambro, aggregato nel 1869 a Carate Brianza.
- Masciago Milanese, aggregato nel 1928 a Bovisio (attualmente denominato Bovisio-Masciago)
- Moncucco di Monza, ripartito nel 1866 tra il nuovo comune di Brugherio e Cologno Monzese.
- Montesiro, aggregato nel 1869 a Besana in Brianza.
- Omate, aggregato nel 1868 ad Agrate Brianza.
- Oreno, aggregato nel 1929 a Vimercate.
- Paina, aggregato nel 1869 a Seregno, e poi nel 1870 a Giussano
- Pinzano, aggregato al comune di Limbiate nel 1869.
- Porto d'Adda, aggregato nel 1870 al comune di Cornate[11]
- Robbiano, aggregato al comune di Giussano nel 1869.
- Ruginello, aggregato nel 1929 a Vimercate.
- San Damiano di Monza, andato a costituire nel 1866 il nuovo comune di Brugherio.
- Tregasio, aggregato nel 1869 a Triuggio
- Valle Guidino, aggregato nel 1869 a Besana in Brianza.
- Velate Milanese, fuso nel 1869 con Usmate nel comune di Usmate Velate.
- Vergo Zoccorino, aggregato nel 1869 a Besana in Brianza.
- Villa Raverio, aggregato nel 1869 a Besana in Brianza.
- Villanova Vimercate, aggregato nel 1869 a Bernareggio.

## Provincia di Pavia
- Barona, aggregato nel 1872 al comune di Albuzzano
- Baselica Bologna, aggregato nel 1928 al comune di Giussago.
- Belvedere al Po, aggregato nel 1871 al comune di Valle Salimbene
- Bottarone (già Mezzana Corti Bottarone), soppresso nel 1928 e fuso con Bressana nel nuovo comune di Bressana Bottarone
- Branduzzo, soppresso nel 1928 e fuso con Castelletto Po nel nuovo comune di Castelletto di Branduzzo
- Bressana (già Argine Po), soppresso nel 1928 e fuso con Bottarone nel nuovo comune di Bressana Bottarone
- Buttirago, aggregato nel 1872 al comune di Vistarino
- Cà de' Tedioli, aggregato nel 1870 al comune di Corpi Santi di Pavia; distaccato da quest'ultimo nel 1883 per essere aggregato al comune di Fossarmato
- Cà della Terra, aggregato nel 1871 al comune di Fossarmato
- Cairo Lomellino, aggregato nel 1890 al comune di Pieve del Cairo
- Calignano, aggregato nel 1872 al comune di Cura Carpignano
- Cambiò, aggregato nel 1867 al comune di Gambarana
- Campomorto, aggregato nel 1871 al comune di Siziano
- Camporinaldo, aggregato nel 1872 al comune di Miradolo Terme
- Campospinoso Albaredo, formato nel 1928 dalla fusione dei comuni di Albaredo Arnaboldi e Campospinoso, ricostituiti in comuni autonomi nel 1948
- Cantonale, aggregato nel 1936 al comune di Chignolo Po
- Carpignago, aggregato nel 1928 al comune di Giussago.
- Casatico, aggregato nel 1872 al comune di Giussago.
- Cassine Calderari, aggregato nel 1872 al comune di Torre del Mangano
- Cassine Sirigari, aggregato nel 1872 al comune di Torre del Mangano; distaccato da quest'ultimo nel 1929 per essere aggregato al comune di Pavia
- Cassine Tolentine, aggregato nel 1872 al comune di Torre d'Isola
- Cassino Po, aggregato nel 1869 al comune di Broni
- Castel Lambro, aggregato al comune di Marzano con R.D. 1º novembre 1872
- Castellaro de' Giorgi, soppresso nel 1928 e fuso con Torre Beretti nel nuovo comune di Torre Beretti e Castellaro
- Castelletto Po, soppresso nel 1928 e fuso con Branduzzo nel nuovo comune di Castelletto di Branduzzo
- Cavagnera, aggregato nel 1872 al comune di Vidigulfo
- Cella di Bobbio, soppresso nel 1929 e diviso fra il comune di Varzi e il nuovo comune di Santa Margherita di Staffora
- Celpenchio, aggregato nel 1869 al comune di Castelnovetto; distaccato da quest'ultimo nel 1890 per essere aggregato al comune di Cozzo
- Comairano, aggregato nel 1871 al comune di San Genesio ed Uniti (fino ad allora San Genesio)
- Corbesate, aggregato nel 1872 al comune di Bornasco
- Corpi Santi di Pavia, aggregato nel 1883 al comune di Pavia[53]
- Corteolona, soppresso dal 1º gennaio 2016 e fuso con Genzone nel nuovo comune di Corteolona e Genzone
- Donelasco, aggregato nel 1929 al comune di Santa Maria della Versa
- Fossarmato, soppresso nel 1939 e diviso fra il comune di Pavia e quello di Cura Carpignano
- Genzone, soppresso dal 1º gennaio 2016 e fuso con Corteolona nel nuovo comune di Corteolona e Genzone
- Gerrechiozzo, aggregato nel 1871 al comune di Cava Manara
- Giovenzano, aggregato nel 1872 al comune di Vellezzo Bellini
- Goido, aggregato nel 1928 al comune di Mede
- Gualdrasco, aggregato nel 1872 al comune di Bornasco
- Guinzano, aggregato nel 1872 al comune di Carpignago.
- Liconasco, aggregato nel 1872 al comune di Carpignago.
- Mangialupo, aggregato nel 1867 al comune di Bascapè
- Mandrino, aggregato nel 1872 al comune di Vidigulfo
- Mezzano Parpanese, aggregato nel 1866 al comune di Pieve Porto Morone
- Mezzano Siccomario, aggregato al comune di Travacò Siccomario con R.D. 1º novembre 1872
- Mirabello ed Uniti di Pavia, soppresso nel 1939 e diviso fra il comune di Pavia e quello di San Genesio ed Uniti
- Misano Olona, aggregato nel 1872 al comune di Bornasco
- Montebolognola, aggregato nel 1872 al comune di Villanterio
- Monteleone sui Colli Pavesi, aggregato nel 1872 al comune di Inverno (dal 1961 Inverno e Monteleone)
- Montesano al Piano, aggregato nel 1871 al comune di Filighera
- Montù Berchielli, soppresso nel 1939 e diviso fra i comuni di Montalto Pavese, Pometo e Rocca de' Giorgi
- Motta San Damiano, aggregato nel 1871 al comune di Valle Salimbene
- Origioso, aggregato nel 1872 al comune di Vellezzo Bellini
- Pairana, aggregato al comune di Landriano con R.D. 1º novembre 1872
- Papiago, aggregato nel 1872 al comune di Trovo
- Pietra Gavina, aggregato nel 1872 al comune di Varzi
- Pissarello, aggregato nel 1872 al comune di Bereguardo
- Pizzocorno, soppresso nel 1928 e fuso con San Ponzo Semola e Trebbiano Nizza nel nuovo comune di Ponte Nizza
- Pometo, formato nel 1936 dalla fusione dei comuni di Canevino e Ruino, ricostituiti in comuni autonomi nel 1947
- Pontecarate, aggregato nel 1871 al comune di San Genesio ed Uniti (fino ad allora San Genesio)
- Prado, aggregato nel 1872 al comune di Fossarmato
- Rivoltella di Rosasco, aggregato del 1818 a Rosasco
- Sagliano di Crenna, aggregato nel 1929 al comune di Varzi
- San Perone, aggregato nel 1872 al comune di Torriano
- San Ponzo Semola, soppresso nel 1928 e fuso con Pizzocorno e Trebbiano Nizza nel nuovo comune di Ponte Nizza
- San Varese, aggregato nel 1871 al comune di Torre d'Isola
- San Zeno e Foppa, aggregato al comune di Bascapè con R.D. 30 giugno 1867
- Sant'Albano di Bobbio, aggregato nel 1929 al comune di Val di Nizza
- Santa Margherita di Bobbio, soppresso nel 1929 e fuso con parti dei comuni di Cella di Bobbio e Menconico nel nuovo comune di Santa Margherita di Staffora
- Santa Margherita Po, aggregato nel 1872 al comune di Belgioioso
- Spirago, aggregato nel 1872 al comune di Marzano
- Staghiglione, soppresso nel 1928 e fuso con Torre del Monte nel nuovo comune di Borgo Priolo
- Terrasa, aggregato nel 1928 al comune di Candia Lomellina
- Torradello, aggregato nel 1872 al comune di Battuda
- Torre Beretti, soppresso nel 1928 e fuso con Castellaro de' Giorgi nel nuovo comune di Torre Beretti e Castellaro
- Torre de' Torti, aggregato nel 1871 al comune di Cava Manara
- Torre del Mangano, soppresso nel 1929 e fuso con Torriano nel nuovo comune di Certosa di Pavia
- Torre del Monte, soppresso nel 1928 e fuso con Staghiglione nel nuovo comune di Borgo Priolo
- Torriano, soppresso nel 1929 e fuso con Torre del Mangano nel nuovo comune di Certosa di Pavia
- Torrino, aggregato nel 1872 al comune di Battuda
- Trebbiano Nizza, soppresso nel 1928 e fuso con Pizzocorno e San Ponzo Semola nel nuovo comune di Ponte Nizza
- Trognano, aggregato nel 1872 al comune di Bascapè
- Turago Bordone, aggregato al comune di Giussago con R.D. 13 dicembre 1928
- Vaccarizza, aggregato nel 1872 al comune di Linarolo
- Vairano Pavese, aggregato nel 1872 al comune di Vidigulfo
- Verrua Siccomario, soppresso nel 1929 e fuso con quello di Rea nel nuovo comune di Verrua Po (denominazione mantenuta anche dopo la ricostituzione del comune di Rea, nel 1954)
- Vigalfo, aggregato nel 1872 al comune di Albuzzano
- Vigonzone, aggregato al comune di Torrevecchia Pia con R.D. 1º novembre 1872
- Villalunga, aggregato nel 1872 al comune di Torre del Mangano; distaccato da quest'ultimo nel 1929 per essere aggregato al comune di Pavia
- Villareggio, aggregato nel 1871 al comune di Zeccone
- Vimanone, aggregato nel 1871 al comune di Cura Carpignano
- Vivente, aggregato nel 1872 al comune di Vistarino
- Zavattarello Valverde, formato nel 1929 dalla fusione dei comuni di Valverde e Zavattarello, ricostituiti in comuni autonomi nel 1956
- Zelata, aggregato nel 1872 al comune di Bereguardo
- Zibido al Lambro, aggregato nel 1872 al comune di Torrevecchia Pia

## Provincia di Sondrio
- Acqua - aggregato nel 1867 al comune di Tresivio
- Boffetto - aggregato nel 1867 al comune di Piateda
- Campovico - aggregato nel 1938 al comune di Morbegno
- Menarola - aggregato nel 2015 al comune di Gordona

## Provincia di Varese
- Abbiateguazzone, aggregato nel 1928 al comune di Tradate[54]
- Albusciago, aggregato nel 1869 al comune di Sumirago
- Arbizzo, fuso nel 1928 con Cadegliano e Viconago nel comune di Cadegliano-Viconago
- Arcumeggia, aggregato nel 1927 al comune di Casalzuigno
- Ardena, aggregato nel 1928 al comune di Brusimpiano
- Armio, fuso nel 1928 con Biegno, Cadero con Graglio e parte di Lozzo nel comune di Veddasca
- Arnate, aggregato nel 1869 al comune di Gallarate
- Arolo, aggregato nel 1927 al comune di Leggiuno
- Ballarate, aggregato nel 1927 al comune di Leggiuno
- Barza, aggregato nel 1928 al comune di Ispra
- Barzola, aggregato nel 1928 al comune di Angera
- Biegno, fuso nel 1928 con Armio, Cadero con Graglio e parte di Lozzo nel comune di Veddasca
- Bizzozero, aggregato nel 1927 al comune di Varese[55]
- Bobbiate, aggregato nel 1927 al comune di Varese[55]
- Bodio, aggregato nel 1927 al comune di Lomnago (attualmente denominato Bodio Lomnago)
- Bolladello, aggregato nel 1869 al comune di Cairate
- Borsano, aggregato nel 1928 al comune di Busto Arsizio
- Bosco Valtravaglia, fuso nel 1928 con Grantola e Montegrino nel comune di Montegrino Valtravaglia
- Brenno Useria, aggregato nel 1928 al comune di Arcisate
- Brissago, fuso nel 1927 con Mesenzana e Roggiano Valtravaglia nel comune di Brissago-Valtravaglia
- Cadegliano, fuso nel 1928 con Arbizzo e Viconago nel comune di Cadegliano-Viconago
- Cadrezzate, fuso nel 2019 con Osmate formando il comune di Cadrezzate con Osmate
- Cadero con Graglio, fuso nel 1928 con Armio, Biegno e parte di Lozzo nel comune di Veddasca
- Caidate, aggregato nel 1869 al comune di Sumirago
- Cajello, aggregato nel 1923 al comune di Gallarate
- Campagnano Vedasca, aggregato nel 1927 al comune di Maccagno Superiore (poi denominato Maccagno)
- Capolago, aggregato nel 1927 al comune di Varese[55]
- Capronno, aggregato nel 1928 al comune di Angera
- Cardana, aggregato nel 1927 al comune di Besozzo
- Caronno Corbellaro, aggregato nel 1927 al comune di Castiglione Olona
- Cassina Ferrara, aggregato nel 1869 al comune di Saronno
- Cassina Pertusella, aggregato nel 1928 al comune di Caronno Milanese (attualmente denominato Caronno Pertusella)
- Cassina Verghera, aggregato nel 1869 al comune di Samarate
- Castegnate Olona, aggregato nel 1869 al comune di Castellanza
- Castelnovate, aggregato nel 1869 al comune di Vizzola Ticino
- Cavona, aggregato nel 1928 al comune di Cuveglio
- Cedrate, aggregato nel 1869 al comune di Gallarate
- Celina, aggregato nel 1927 al comune di Leggiuno
- Cerro Lago Maggiore, fuso nel 1927 con Laveno e Mombello Lago Maggiore nel comune di Laveno-Mombello
- Cimbro, aggregato nel 1869 al comune di Mornago
- Cocquio, fuso nel 1927 con Trevisago nel comune di Cocquio-Trevisago
- Corgeno, aggregato nel 1869 al comune di Vergiate
- Crenna, aggregato nel 1923 al comune di Gallarate
- Crugnola, aggregato nel 1869 al comune di Mornago
- Cugliate, fuso nel 1928 con Fabiasco e Marchirolo nel comune di Val Marchirolo (attualmente denominato Cugliate-Fabiasco)
- Cuveglio in Valle, aggregato nel 1928 al comune di Cuvio
- Cuvirone, aggregato nel 1869 al comune di Vergiate
- Due Cossani, aggregato nel 1928 al comune di Dumenza
- Fabiasco, fuso nel 1928 con Cugliate e Marchirolo nel comune di Val Marchirolo (attualmente denominato Cugliate-Fabiasco)
- Garabiolo, aggregato nel 1927 al comune di Maccagno Superiore (poi denominato Maccagno)
- Gazzada, fuso nel 1927 con Schianno nel comune di Gazzada Schianno
- Gornate Superiore, aggregato nel 1927 al comune di Castiglione Olona
- Gurone, aggregato nel 1927 al comune di Malnate
- Induno Olona, aggregato nel 1927 al comune di Varese[55]
- Jerago con Besnate ed Orago, diviso nel 1907 nei comuni di Besnate e Jerago con Orago
- Laveno, fuso nel 1927 con Cerro Lago Maggiore e Mombello Lago Maggiore nel comune di Laveno-Mombello
- Lisanza, aggregato nel 1928 al comune di Sesto Calende
- Lissago, aggregato nel 1927 al comune di Varese[55]
- Lozzo, ripartito nel 1928 fra i comuni di Curiglia (attualmente denominato Curiglia con Monteviasco) e Veddasca
- Maccagno (già Maccagno Superiore), aggregato nel 2014 al comune di Maccagno con Pino e Veddasca
- Maccagno Inferiore, aggregato nel 1927 al comune di Maccagno Superiore (attualmente denominato Maccagno)
- Masnago, aggregato nel 1927 al comune di Varese[55]
- Menzago, aggregato nel 1869 al comune di Sumirago
- Mezzana Superiore, aggregato nel 1870 al comune di Arsago[11]
- Mombello Lago Maggiore, fuso nel 1927 con Cerro Lago Maggiore e Laveno nel comune di Laveno-Mombello
- Monate, fuso nel 1927 con Travedona nel comune di Travedona-Monate
- Montonate, aggregato nel 1869 al comune di Mornago
- Montegrino, fuso nel 1928 con Bosco Valtravaglia e Grantola nel comune di Montegrino Valtravaglia
- Monteviasco, aggregato nel 1928 al comune di Curiglia (attualmente denominato Curiglia con Monteviasco)
- Morosolo, ripartito nel 1929 fra i comuni di Casciago e Varese
- Muceno, aggregato nel 1928 al comune di Porto Valtravaglia
- Musadino, aggregato nel 1928 al comune di Porto Valtravaglia
- Musignano, aggregato nel 1927 al comune di Maccagno Superiore (attualmente denominato Maccagno)
- Nizzolina, aggregato nel 1866 al comune di Marnate
- Olginasio, aggregato nel 1927 al comune di Besozzo
- Oltrona al Lago, aggregato nel 1927 al comune di Gavirate
- Oriano sopra Ticino, aggregato nel 1869 al comune di Sesto Calende
- Orino-Azzio, diviso nel 1956 nei comuni di Azzio e Orino
- Peveranza, aggregato nel 1869 al comune di Cairate
- Pino sulla Sponda del Lago Maggiore, aggregato nel 2014 al comune di Maccagno con Pino e Veddasca
- Premezzo, aggregato nel 1870 al comune di Orago[11]
- Prospiano, aggregato nel 1870 al comune di Gorla Minore[11]
- Quinzano San Pietro, aggregato nel 1869 al comune di Sumirago
- Roggiano Valtravaglia, fuso nel 1927 con Brissago e Mesenzana nel comune di Brissago-Valtravaglia
- Rovate, aggregato nel 1928 al comune di Carnago
- Runo, aggregato nel 1928 al comune di Dumenza
- Sacconago, aggregato nel 1928 al comune di Busto Arsizio
- San Pancrazio al Colle, aggregato nel 1869 al comune di Casale Litta
- Sant'Ambrogio Olona, aggregato nel 1927 al comune di Varese[55]
- Sant'Antonino Ticino, aggregato nel 1869 al comune di Lonate Pozzolo
- Santa Maria del Monte, aggregato nel 1927 al comune di Varese[55]
- Schianno, fuso nel 1927 con Gazzada nel comune di Gazzada Schianno
- Sesona, aggregato nel 1869 al comune di Vergiate
- Solbiate sull'Arno, aggregato nel 1869 al comune di Albizzate
- Torba, aggregato nel 1928 al comune di Gornate Inferiore (attualmente denominato Gornate Olona)
- Tornavento, aggregato nel 1869 al comune di Lonate Pozzolo
- Travedona, fuso nel 1927 con Monate nel comune di Travedona-Monate
- Trevisago, fuso nel 1927 con Cocquio nel comune di Cocquio-Trevisago
- Vararo, aggregato nel 1927 al comune di Cittiglio
- Veccana, aggregato nel 1928 al comune di Castello Valtravaglia (attualmente denominato Castelveccana)
- Veddasca, aggregato nel 2014 al comune di Maccagno con Pino e Veddasca
- Velate, aggregato nel 1927 al comune di Varese[55]
- Venegono, diviso nel 1960 nei comuni di Venegono Inferiore e Venegono Superiore
- Vergobbio, aggregato nel 1928 al comune di Cuvio
- Viconago, fuso nel 1928 con Arbizzo e Cadegliano nel comune di Cadegliano-Viconago
- Villa Dosia, aggregato nel 1869 al comune di Casale Litta
- Vinago, aggregato nel 1869 al comune di Mornago
- Voldomino, aggregato nel 1928 al comune di Luino
- Voltorre, aggregato nel 1927 al comune di Gavirate

## XXI secolo
Le riforme normative di fine Novecento trasferirono alle regioni la competenza sulle circoscrizioni municipali, rilanciando dopo decenni le fusioni fra i comuni. La Lombardia è passata in vent'anni da 1547 a 1502 comuni.
| Anno | Comune amministrativo                | Sede comunale             | Comuni soppressi                                                  | Altri comuni censuari |
| ---- | ------------------------------------ | ------------------------- | ----------------------------------------------------------------- | --- |
| 2003 | San Siro (CO)                        | Santa Maria Rezzonico     | Sant'Abbondio L.R. nº29 del 29/11/2002                            | Rezzonico R.D. nº1690 del 21/06/1928 |
| 2011 | Gravedona ed Uniti (CO)              | Gravedona                 | Consiglio di Rumo Germasino L.R. nº1 del 10/02/2011               | Traversa R.D. nº658 del 18/03/1928 |
| 2014 | Sant'Omobono Terme (BG)              | Sant'Omobono Terme        | Valsecca L.R. nº2 del 30/01/2014                                  | Cepino Mazzoleni R.D. nº1194 del 30/06/1927 |
| 2014 | Val Brembilla (BG)                   | Brembilla                 | Gerosa L.R. nº3 del 30/01/2014                                    | - |
| 2014 | Bellagio (CO)                        | Bellagio                  | Civenna L.R. nº4 del 30/01/2014                                   | - |
| 2014 | Colverde (CO)                        | Parè                      | Drezzo Gironico L.R. nº5 del 30/01/2014                           | - |
| 2014 | Verderio (LC)                        | Verderio Superiore        | Verderio Inferiore L.R. nº6 del 30/01/2014                        | - |
| 2014 | Cornale e Bastida (PV)               | Cornale                   | Bastida de' Dossi L.R. nº7 del 30/01/2014                         | - |
| 2014 | Maccagno con Pino e Veddasca (VA)    | Maccagno                  | Pino sulla S. del L.M. Veddasca L.R. nº8 del 30/01/2014           | Campagnano Garabiolo Musignano Maccagno Inferiore R.D. nº2352 del 4/12/1927 Biegno Cadero con Graglio Lozzo R.D. nº1601 del 21/06/1928                                                                                         |
| 2014 | Borgo Virgilio (MN)                  | Virgilio                  | Borgoforte L.R. nº9 del 30/01/2014                                | - |
| 2014 | Tremezzina (CO)                      | Tremezzo                  | Lenno Mezzegra Ossuccio L.R. nº10 del 30/01/2014                  | - |
| 2015 | La Valletta Brianza (LC)             | Rovagnate                 | Perego L.R. nº1 del 27/01/2015                                    | Bagaggera R.D. nº2571 del 8/12/1927 Cereda Bernaga R.D. nº5624 del 10/04/1870 |
| 2015 | Gordona (SO)                         | Gordona                   | Menarola L.R. nº35 del 6/11/2015                                  | - |
| 2016 | Corteolona e Genzone (PV)            | Corteolona                | Genzone L.R. nº45 del 30/12/2015                                  | - |
| 2016 | Bienno (BS)                          | Bienno                    | Prestine L.R. nº9 del 21/04/2016                                  | - |
| 2017 | Alta Valle Intelvi (CO)              | Lanzo d'Intelvi           | Pellio Intelvi Ramponio Verna L.R. nº32 del 28/12/2016            | Scaria R.D. nº660 del 18/03/1928 Verna R.D. nº103 del 19/01/1928 |
| 2017 | San Fermo della Battaglia (CO)       | San Fermo della Battaglia | Cavallasca L.R. nº33 del 28/12/2016                               | - |
| 2017 | Sermide e Felonica (MN)              | Sermide                   | Felonica L.R. nº4 del 22/02/2017                                  | - |
| 2018 | Castelgerundo (LO)                   | Camairago                 | Cavacurta L.R. nº29 del 11/12/2017                                | - |
| 2018 | Centro Valle Intelvi (CO)            | San Fedele Intelvi        | Castiglione d'Intelvi Casasco d'Intelvi L.R. nº30 dell'11/12/2017 | - |
| 2018 | Valvarrone (LC)                      | Introzzo                  | Tremenico Vestreno L.R. nº31 dell'11/12/2017                      | - |
| 2018 | Borgo Mantovano (MN)                 | Revere                    | Pieve di Coriano Villa Poma L.R. nº32 del 11/12/2017              | - |
| 2019 | Borgocarbonara (MN)                  | Carbonara di Po           | Borgofranco sul Po L.R. nº14 del 30/10/2018                       | - |
| 2019 | Torre de' Picenardi (CR)             | Torre de' Picenardi       | Cà d'Andrea L.R. nº20 del 6/12/2018                               | Cà de' Caggi Pozzo Baronzio San Lorenzo de'Picenar. Torre d'Angiolini R.D. nº4058 del 14/11/1867 Brolpasino Breda Guazzona Casanova d'Offredi Fossa Guazzona Pieve San Maurizio Ronca de' Golferami R.D. nº4059 del 14/11/1867 |
| 2019 | Solbiate con Cagno (CO)              | Solbiate                  | Cagno L.R. nº21 del 6/12/2018                                     | - |
| 2019 | Piadena Drizzona (CR)                | Piadena                   | Drizzona L.R. nº26 del 28/12/2018                                 | Vho R.D. nº747 del 22/03/1928 San Lorenzo Guazzone San Paolo Ripa d'Oglio R.D. nº4133 del 11/12/1867 Castelfranco d'Oglio Pontirolo Capredoni R.D. nº4132 del 11/12/1867                                                       |
| 2019 | Colli Verdi (PV)                     | Ruino                     | Canevino Valverde L.R. nº27 del 28/12/2018                        | - |
| 2019 | San Giorgio Bigarello (MN)           | San Giorgio di Mantova    | Bigarello L.R. nº28 del 28/12/2018                                | - |
| 2019 | Vermezzo con Zelo (MI)               | Vermezzo                  | Zelo Surrigone L.R. nº1 del 4/02/2019                             | - |
| 2019 | Cadrezzate con Osmate (VA)           | Cadrezzate                | Osmate L.R. nº3 del 11/02/2019                                    | - |
| 2020 | Bellano (LC)                         | Bellano                   | Vendrogno L.R. nº25 del 30/12/2019                                | - |
| 2023 | Bardello con Malgesso e Bregano (VA) | Bardello                  | Bregano Malgesso L.R. nº21 del 21/10/2022                         | - |
| 2023 | Campospinoso Albaredo (PV)           | Campospinoso              | Albaredo Arnaboldi L.R. nº5 del 14/11/2023                        | - |
| 2024 | Uggiate con Ronago (CO)              | Uggiate                   | Ronago L.R. nº10 del 29/12/2023                                   | Trevano R.D. nº2150 del 15/11/1937 |